# Carmem de Oliveira
Carmem Sousa de Oliveira Furtado  (Sobradinho, 17 de agosto de 1965) é uma ex-corredora de longa distância brasileira.
Foi a primeira brasileira a vencer a prova feminina da Corrida de São Silvestre, em 1995, e é a recordista sul-americana da maratona, com o tempo de 2h27m41s, conquistados na Maratona de Boston de 1994.
Participou dos Jogos Olímpicos de Barcelona 1992, na prova dos 10.000 metros, e nos Jogos Olímpicos de Atlanta 1996, na maratona.